# Требек, Алекс
Джордж Александр (Алекс) Требек (англ. George Alexander «Alex» Trebek; 22 июля 1940, Садбери, Онтарио, Канада — 8 ноября 2020, Лос-Анджелес) — американский тележурналист, ведущий популярных развлекательных телепрограмм.

## Биография
Родился в семье украинского иммигранта Джорджа Эдварда Требека (1908—1986), уроженца села Нуйно, и франко-канадки Люсиль Лагасе (фр. Lucille Lagacé, род. 1921). Окончил школу Малвернского академического института, выпускник Оттавского университета. Женат, двое детей: Эмили и Мэтью. С 1973 года жил в США, американское гражданство получил в 1998 году. Свободно владел английским и французским языками, а также немного говорил на немецком, итальянском, испанском и русском языках.
Карьеру на радио и телевидении начал в Канадской государственной радио- и телевещательной корпорации Си-Би-Си, работая специальным корреспондентом и спортивным комментатором.
С 1989 по 2013 год, он также был ведущим конкурса «Национальная географическая пчела» — викторины по географии, спонсируемой Национальным географическим обществом. Соперники пчелы́ — студенты США, которые приезжают из всех 50 штатов, 5 территорий, округа Колумбия, и школ министерства обороны США для детей солда́т, студенты 4-8 классов.
Многолетний ведущий популярной телеигры «Jeopardy!». В марте 2019 года у Требека был диагностирован рак поджелудочной железы.
Скончался 8 ноября 2020 года от рака поджелудочной железы.